# Jasmin Handanovič
Jasmin Handanovič (Ljubljana, 28 januari 1978) was een Sloveens voormalig voetballer van Bosnische afkomst die dienstdeed als doelman. Hij is de oudste speler die ooit in de hoogste voetbaldivisie van Slovenië speelde.

## Clubcarrière
In juli 2010 tekende Handanovič bij Empoli, waar hij Davide Bassi verving als nieuwe eerste keeper. Echter, in juli 2011 verruilde hij Empoli alweer voor NK Maribor.
Tijdens zijn periode bij Maribor stopte hij op 5 november 2014 een strafschop van Eden Hazard in de 85e minuut, in een groepswedstrijd van de UEFA Champions League tegen Chelsea, waarmee hij een 1–1 gelijkspel veiligstelde.
Hij eindige zijn professionele carrière na het het seizoen 2020-2021.

## Interlandcarrière
Handanovič debuteerde op 19 november 2008 voor de Sloveense nationale ploeg, die toen onder leiding stond van bondscoach Matjaž Kek. Zijn eerste interland was een vriendschappelijke wedstrijd tegen Bosnië en Herzegovina. Handanovič verving in dat duel na 51 minuten zijn zes jaar jongere neef Samir Handanovič, die eveneens doelman is. 
Handanovič was reservedoelman tijdens het WK voetbal 2010 in Zuid-Afrika. Zijn laatste internationale wedstrijd voor de Sloveense ploeg was tegen Zwitserland in september 2012.

## Erelijst
Olimpija
- Beker van Slovenië

1999-2000
 FC Koper
- Beker van Slovenië

2005-06, 2006-07
 NK Maribor
- Landskampioen

2011-12, 2012-13, 2013-14, 2014-15, 2016-17, 2018-19
- Beker van Slovenië

2011-12, 2012-13, 2015-16
- Sloveense Supercup

2012, 2013, 2014